# Rhodes, New South Wales
Rhodes este o suburbie în Sydney, Australia.